# Paštština
Paštština (též paštunština či pašto, paštunsky پښتو‎ – pašto/pachto) je fylogeneticky íránský jazyk. Pašto je úředním jazykem Afghánistánu, mluví jím asi 60 % Afghánců, a navíc část obyvatel Pákistánu. Je psána upraveným arabským písmem zprava doleva.
Pašto se mluví v jihovýchodním Afghánistánu od Džalálábádu po Kandahár a odtud severozápadně k Sabzaváru. V Pákistánu používají pašto obyvatelé sídlící v severozápadních oblastech a hraničních provincií. V některých oblastech Paňdžábu a Balúčistánu. V současnosti mluví paštsky 35 miliónů lidí.

## Dialekty
Pašto má asi padesát kmenových dialektů, které se dělí na tři skupiny
- Kandahárský dialekt
- Nangahárský dialekt
- Paktijský dialekt

## Přejímání slov z cizích jazyků
Vlivem islámu je převážná část slov, hlavně náboženského významu, přejatá z arabštiny, dále pak z perštiny, urdštiny, angličtiny, ruštiny a jiných evropských jazyků:

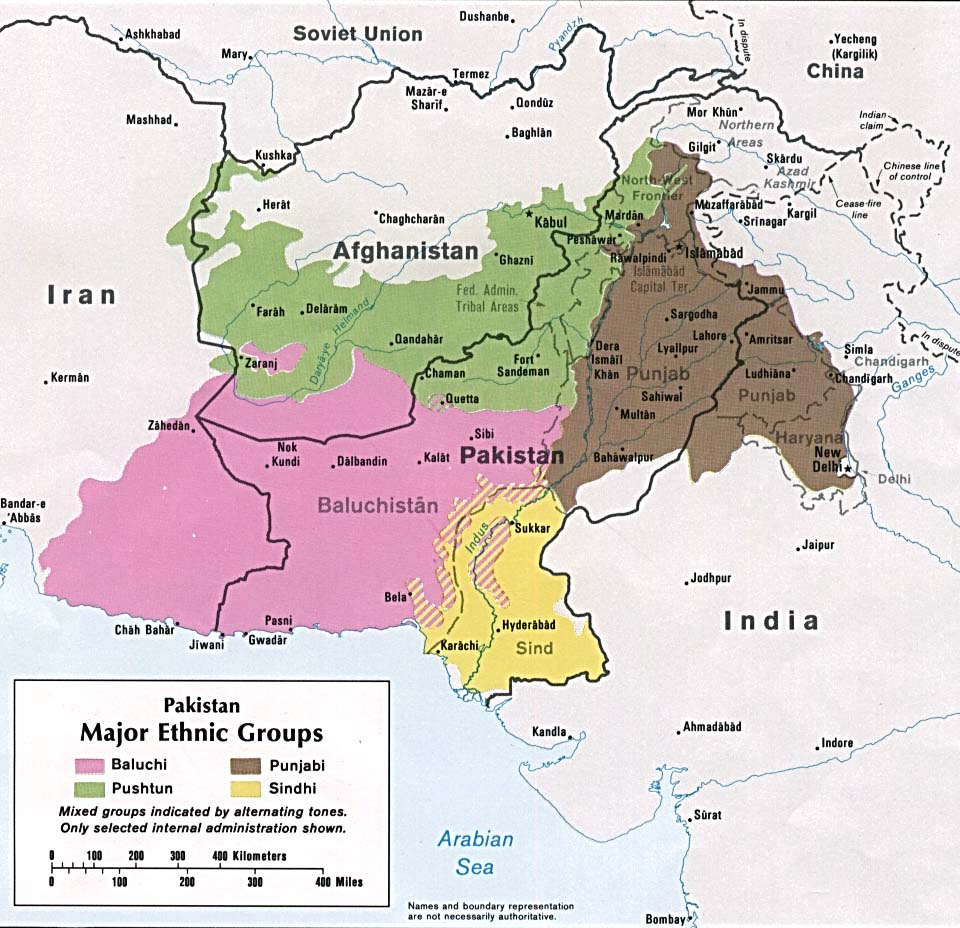
zelená barva označuje rozšíření jazyka pašto

z arabštiny:
- الله
- Alláh
- Bůh

z perštiny
- مېز
- méz /persky míz/
- stůl

z urdštiny
- میټایی /میٹھایی/
- míṭájí
- sladkost, cukroví

z angličtiny
- راکټ
- rákeṭ /rocket/
- raketa, střela

z ruštiny
- کلشنکوف
- kalašnikov
- název útočné pušky

## Historie

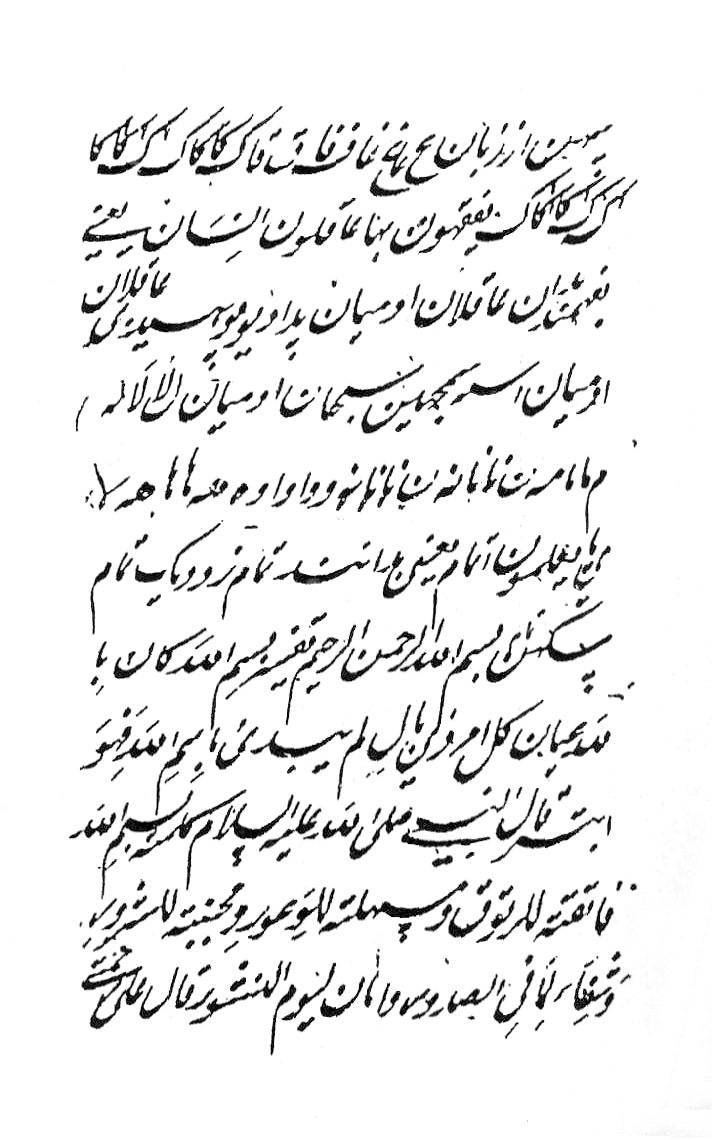
Ukázka z textu Xair ul-Bayān, Nejstaršího paštsky psaného textu z roku 1651. Text je psán Nastaliqem

Pašto je jazykem Paštunů, kteří jsou usídleni hlavně v Afghánistánu, na severozápadě Pákistánu a v Balúčistánu. Současná paštská abeceda je psána upraveným arabským písmem, má 40 písmen z nichž 8 je paštských. Není přesně jasné jakým písmem Paštunové psali do příchodu arabské transkripce, ale z vykopávek a starých mincí, které byly nalezeny na místech, kde Paštuni prokazatelně žili, je patné, že používali druh písma, který se dnes nazývá kharóšthí. První paštská abeceda byla sestavena učencem Qazi Saifullahem na příkaz Khwaja Hassana Maiwandiho, prvního ministra sultána Mahmúda z Ghazny (999–1030). Poté jiní učenci a političtí vůdci abecedu upravovali, až dosáhla současné formy.
Význam jazyka pašto vzrostl po vzniku samostatného afghánského státu v roce 1747 a v roce 1919 po získání nezávislosti. Vedle darijštiny byl uznán za úřední jazyk až v roce 1936.

## Písmo
Pašto se píše upraveným arabským, respektive perským písmem psaným zprava doleva.
- arabská písmena

ا ب ض ص ث ق ف غ ع ه خ ح ج د ش س ي ل ت ن م ط ظ ز و ة ر ء ک
- perská písmena

گ چ ژ پ ګ
- paštská písmena

ښ ځ ۍ ې ړ ږ څ ډ ټ ڼ

## Výslovnost
| ا /ɑ, ʔ/ | ب /b/ | پ /p/       | ت /t/ | ټ /ʈ/       | ث /s/ | ج /dʒ/    | ځ /dz/      | چ /tʃ/ | څ /ts/ | ح /h/       | خ /x/ |
| د /d/    | ډ /ɖ/ | ﺫ /z/       | ﺭ /r/ | ړ /ɺ̢/       | ﺯ /z/ | ژ /ʒ/     | ږ /ʐ, ʝ, ɡ/ | س /s/  | ش /ʃ/  | ښ /ʂ, ç, x/ |       |
| ص /s/    | ض /z/ | ط /t/       | ظ /z/ | ع /ʔ/       | غ /ɣ/ | ف /f/     | ق /q/       | ک /k/  | ګ /ɡ/  | ل /l/       | م /m/ |
| ن /n/    | ڼ /ɳ/ | و /w, u, o/ | ؤ /o/ | ه /h, a, ə/ | ۀ /ə/ | ی /j, ai/ | ي /i/       | ې /e/  | ۍ /əi/ | ئ /ai/      |       |

## Gramatika
Hlavní pravidla uspořádání slov a jejich vztahu ve větě jsou:
- Pořadí větných členů PODMĚT- PŘEDMĚT- PŘÍSUDEK (SLOVESO)
  - هلک کتاب لولی
  - Halak ketáb lwalí
  - Chlapec čte knihu
- Shodný i neshodný přívlastek je většinou před řídícím členem
  - لوی ښار
  - Lój ṣ̌ár
  - Velké město
- Příslovečné určení místa, času a způsobu mohou mít různé postavení ve větě podle důrazu.
- Je-li přívlastek rozšířen samostatným přivlastňovacím zájmenem, je ve větě na prvním místě.
  - زما د بلار کور
  - Zmá də plór kór
  - Dům mého otce
- Tázací věty vyslovujeme s intonací s otazníkem na konci věty. Někdy jsou věty uvedeny částicí ájá
  - آیا دا انصاف دی
  - ájá dá ins̤áf daj?
  - Je to spravedlivé?
- Paštšina nemá vztaž‍ná zájmena. K vyjádření vztažné věty využijeme částice če (co)
  - هغه هلک چه نوم یی احمد دی زما ملګری دی
  - Hagha halak čə nám jí Ahmad dí zmá malgarí dí.
  - Ten chlapec, který se jmenuje Ahmad, je můj kamarád.
- Infinitiv nemá funkci předmětu jako v češtině, k vyjádření použijeme stejnou částici če, tentokráte s významem aby
  - زه غواړم چه کندهار ته ولاړ شم
  - Ze ghwáram čə Kandahár ta wlár šam.
  - Chci jet do Kandaháru.
    - přesněji řečeno: Chci abych jel do Kandaháru.

## Příklady

### Číslovky
| Číslice | Paštsky | Transliterace | Česky |
| ۱       | يو      | yaw           | jeden |
| ۲       | دوه     | dwa           | dva   |
| ۳       | درې     | dre           | tři   |
| ۴       | څلور    | zalur         | čtyři |
| ۵       | پنځه    | pinza         | pět   |
| ۶       | شپږ     | shpag         | šest  |
| ۷       | اووه    | uwa           | sedm  |
| ۸       | اته     | ata           | osm   |
| ۹       | نهه     | nah           | devět |
| ۱۰      | لس      | las           | deset |

## Sloveso
Sloveso v paštštině vyjadřuje osobu, rod, čas, nedokonavost, dokonavost, nejistotu, možnost.
Má šest způsobů:
- oznamovací
- rozkazovací
- zápor
- podmiňovací
- pravděpodobný
- neurčitý
- vid
  - dokonavý
  - nedokonavý
- rod
  - činný
  - trpný
- čas
  - přítomný
  - minulý
  - budoucí

## Typy sloves
Z hlediska tvarosloví rozlišujeme základní typy sloves:
- jednoduchá
  - achístəl – kupovat-اخیستل
- předložková
  - rátləl – přijít/ k mluvčímu/- راتلل
- nespojená složná‍ (mají dvě části, první je podstatné jméno nebo přídavné jméno, a druhé sloveso přechodné nebo nepřechodné)
  - kár kəwəl – pracovat- کار کول
  - zachmí kédəl- být zraněn – زخمی کېدل
- spojená slovesa (jmenná část je spojena se slovesem kewel کول nebo kédal کېدل/ s vypuštěním počátečního k)
  - póhédəl – rozumět-پوهېدل
  - póhawəl – informovat – پوهول

Infinitiv se vyznačuje přízvučnou koncovkou –əl (achístəl) – brát, koupit/ a může mít funkci podstatného jména slovesného.

## Přítomný čas sloves
Ke kmeni přítomného času se po odtržení koncovky– əl (ل) připojí následující koncovky:
| osoba        | koncovka | příklad slovesa mít |
| ------------ | -------- | ------------------- |
| 1. os. sing. | -am      | laram               |
| 2. os. sing. | -é       | laré                |
| 3. os. sing  | -í       | larí                |
| 1. os. pl.   | -ú       | larú                |
| 2. os. pl.   | -əj      | larəj               |
| 3. os. pl.   | -í       | larí                |

## Minulý čas sloves
V paštštině jsou jednoduché a složené formy minulého času.
- jednoduchá
- složená
  - perfektum
  - plusquamperfektum

V případě minulého času je nutno klást důraz na to, je-li sloveso transitivní (přechodné) nebo intransitivní (nepřechodné). Některá slovesa, která jsou v pašto nepřechodná, mohou být v češtině přechodná a naopak. Věty s nepřechodnými slovesy se tvoří stejně jako v češtině.
- V pátek jsem šel do školy, ale bylo špatné počasí.

دجمعی په ورځ مدرسی ته ولاړم مگر هوا خرابه وه
Věty s přechodnými slovesy tvoří tzv. ergativní konstrukci. Podmět se dostává do nepřímého pádu a sloveso se podřizuje předmětu ve větě. Pokud takovou větu přeložíme doslova do češtiny, bude vypadat jako by se jednalo o pasivní větu. Ovšem v tomto případě o pasivum nejde. Ergativní konstrukce se vyskytuje také v urdštině a hindštině.
- příklad:

پولیسو په کندهار کښې دهشتګردان نیولی دی
- Policie v Kandaháru zatkla teroristy.
- Podmět (policie) je v nepřímém pádu a sloveso se řídí předmětem (teroristé/).

## Budoucí čas
Budoucí čas tvoříme stejně jako přítomný pouze před sloveso dáme předložku be-
- Nedokonavý tvar
  - زه به ليکم
  - Zə bə líkam
  - Budu psát

- Dokonavý tvar
  - زه به وليکم
  - Zə bə wulíkam
  - Napíši

## Ghazel a Landej
- Ghazel (غزل) je kratší lyrická báseň o 5 až 15 dvojverších s jednotným metrem a jediným, mnohdy identickým rýmem. Tematika bývá milostná, mystická nebo filosoficky reflexivní.
- Landəj (لنډۍ) je typ paštské lidové poezie, který se skládá ze dvou veršů. První verš má devět slabik, druhý třináct slabik. Verše se nerýmují, druhý verš končí vždy na – ma nebo – na. Pokud verš na tyto slabiky nekončí, slabika se k němu jednoduše připojí. Tématem landejů bývá láska a vlastenectví.

ګلان د خاورو پيدا کېږي
زما لالی تر ګل نازک خاورو ته ځینه
- Růže vzcházejí ze země
- Má milá něžnější než růže vchází do země

## Přísloví
Přísloví je stručně stylizované vyjádření všeobecně přijaté zkušenosti. Lze je rozdělit na:
- metaforická
- gnómická (která vyslovují mravní ponaučení)

Příklady:
چه د بل کور خرابوی کور يې خراب شی.
- Kdo zničí dům jinému, tak jeho dům bude zničen.
- Čə də bal kór charábawí kór jé charáb ší

کتابونه دريابونه دی
- Knihy jsou oceány.
- Kitábúna darjábúna dí

داسې ونه نشته چه باد وهلی نه ده.
- Není strom, jehož by nevyvrátil vítr.
- Dásé wana našta čə bád wahelaj na da

## Vzorový text
Otče náš (modlitba Páně):
Eh pa āsman ke de-mon plarah, sta nom de pak wi.
Sta baichahi di rashi, sta marzi de pa mzaka pora shi
ṣanga che pa āsman ki pora kihī.
Mo'n ta nên khpal nananeh rezak ra ka.
Zamon kasorona māf ka,
laka sanga che m'on khpal kasor war māf kori di.
Āw mo'n pa azmekh ke ma achawa kho mo'n,
la da badaī na aman ra ka. Āmīn.

### Všeobecná deklarace lidských práv
| paštsky       | پښتو د بشر ټول افراد آزاد نړۍ ته راځی او د حيثيت او حقوقو له پلوه سره برابر دی. ټول د عقل او وجدان خاوندان دی او يو له بل سره د ورورۍ په روحيې سره بايد چلند کړی.                        |
| transliterace | Də baar ṫol afrād āzād naṙəy tâ rāźi aw də ḥays̱īyat aw ḥuqūqo lâ palwâ sarâ barābar di. Ṫol də ʿaqəl aw wijdān ḫāwandān di aw yo lâ bal sarâ də warorəy pâ rūḥiye sarâ bāyad čaland kṙi. |
| česky         | Všichni lidé se rodí svobodní a sobě rovní co do důstojnosti a práv. Jsou nadáni rozumem a svědomím a mají spolu jednat v duchu bratrství.                                               |